# Pirkfeld (Gemeinde Sankt Georgen am Längsee)
Pirkfeld ist eine Ortschaft in der Gemeinde St. Georgen am Längsee im Bezirk Sankt Veit an der Glan in Kärnten (Österreich). Die Ortschaft hat 5 Einwohner (Stand 1. Jänner 2024). Sie liegt auf dem Gebiet der Katastralgemeinde Goggerwenig.

## Lage

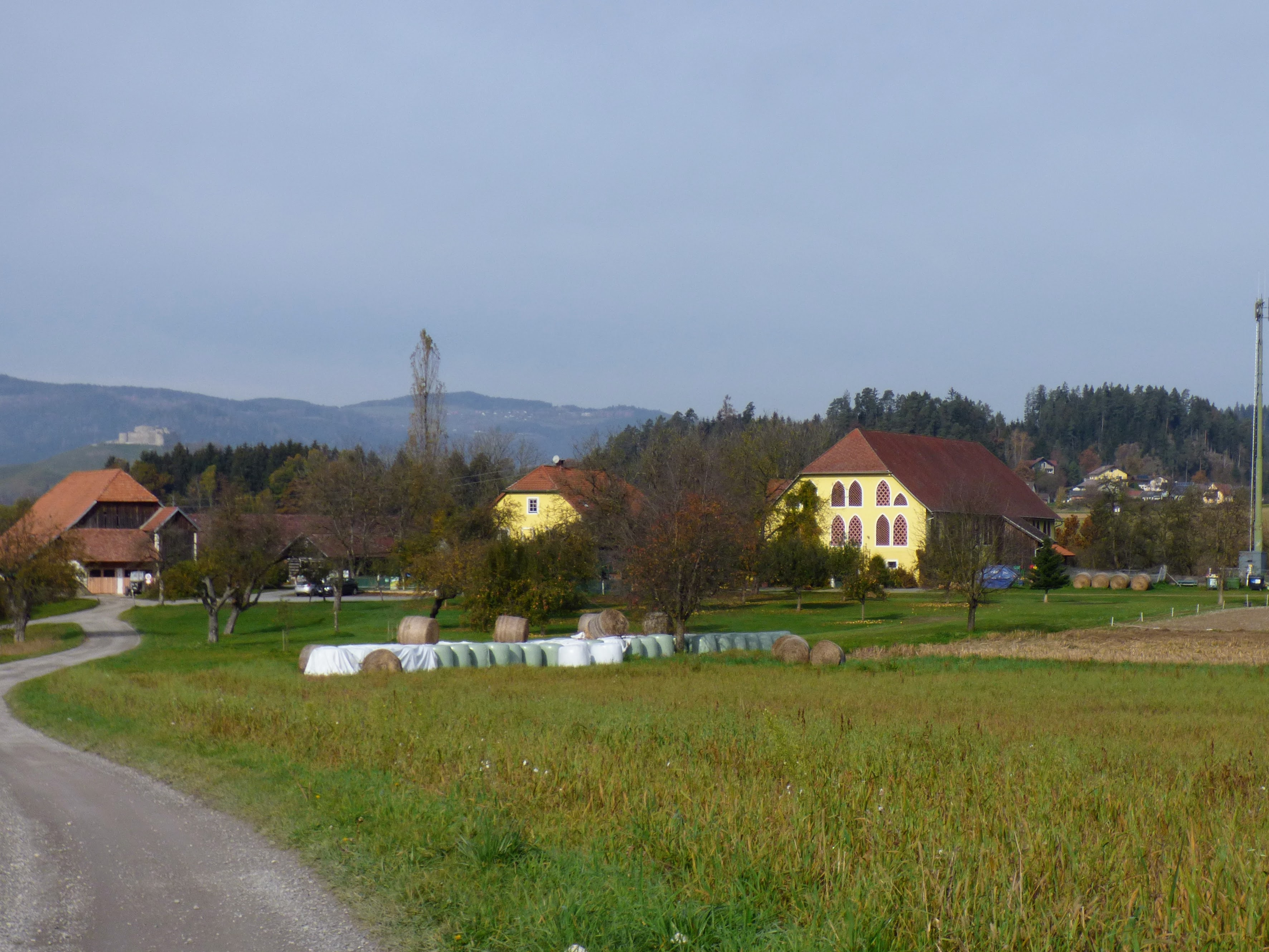
Pirkfeld, Ansicht von Südosten

Die Ortschaft liegt im Süden des Bezirks Sankt Veit an der Glan, am Südwestrand der Gemeinde Sankt Georgen am Längsee. Der Weiler liegt oberhalb des Tals des Ziegelbachs, südlich von Podeblach und nördlich von Milbersdorf. Zur Ortschaft gehört auch ein Einzelhaus, das etwa 500 Meter östlich des kleinen Weilers liegt.

## Geschichte
Auf dem Gebiet der Steuergemeinde Goggerwenig liegend, gehörte der Ort in der ersten Hälfte des 19. Jahrhunderts zum Steuerbezirk Osterwitz. Bei Gründung der Ortsgemeinden im Zuge der Reformen nach der Revolution 1848/49 kam Pirkfeld an die Gemeinde Sankt Georgen am Längsee und wurde zunächst als Ortschaftsbestandteil von Milbersdorf geführt; der Kern der Ortschaft Milbersdorf lag auf dem Gebiet der Katastralgemeinde Sankt Donat. 1895 wurde die Katastralgemeinde Sankt Donat von der Gemeinde Sankt Georgen am Längsee abgetrennt und als eigene Gemeinde konstituiert. Seither ist Pirkfeld, das bei der Gemeinde Sankt Georgen am Längsee verblieb, durch die Gemeindegrenze von Milbersdorf getrennt und wird als eigene Ortschaft geführt.

## Bevölkerungsentwicklung
Für die Ortschaft ermittelte man folgende Einwohnerzahlen:
- 1890: 3 Häuser, 27 Einwohner (als Ortschaftsbestandteil von Milbersdorf)[2]
- 1900: 4 Häuser, 23 Einwohner[3]
- 1910: 4 Häuser, 28 Einwohner[4]
- 1923: 4 Häuser, 36 Einwohner[5]
- 1934: 29 Einwohner[6]
- 1961: 3 Häuser, 23 Einwohner[7]
- 2001: 3 Gebäude (davon 3 mit Hauptwohnsitz) mit 3 Wohnungen; 14 Einwohner und 1 Nebenwohnsitzfall; 3 Haushalte; 1 Arbeitsstätte, 2 land- und forstwirtschaftliche Betriebe[8]
- 2011: 3 Gebäude, 15 Einwohner, 3 Haushalte, 2 Arbeitsstätten[9]
- 2021: 3 Gebäude, 6 Einwohner, 3 Haushalte, 2 Arbeitsstätten[10]